# Lancer du marteau masculin aux Jeux olympiques d'été de 1960
Navigation
Melbourne 1956 Tokyo 1964
L'épreuve du lancer du marteau masculin aux Jeux olympiques de 1960 s'est déroulée les 2 et 3 septembre 1960 au Stade olympique de Rome, en Italie.  Elle est remportée par le Soviétique Vasiliy Rudenkov.

## Résultats

### Finale
| Rang               | Athlète              | Pays             | Essais | Essais | Essais | Essais | Essais | Essais | Marque | Note |
| Rang               | Athlète              | Pays             | 1      | 2      | 3      | 4      | 5      | 6      | Marque | Note |
| ------------------ | -------------------- | ---------------- | ------ | ------ | ------ | ------ | ------ | ------ | ------ | ---- |
| Médaille d'or      | Vasiliy Rudenkov     | Union soviétique | 65.60  | 64.98  | 67.10  | 66.62  | 64.58  | 66.23  | 67.10  | OR   |
| Médaille d'argent  | Gyula Zsivótzky      | Hongrie          | 60.83  | 63.83  | 64.87  | 65.79  | x      | 65.11  | 65.79  |      |
| Médaille de bronze | Tadeusz Rut          | Pologne          | 64.51  | 65.64  | 64.95  | x      | 64.85  | 63.54  | 65.64  |      |
| 4                  | John Lawlor          | Irlande          | x      | 62.59  | 64.09  | 64.95  | x      | x      | 64.95  |      |
| 5                  | Olgierd Ciepły       | Pologne          | 60.03  | 64.07  | 62.27  | 64.57  | 62.48  | 62.06  | 64.57  |      |
| 6                  | Antun Bezjak         | Yougoslavie      | 61.96  | 64.21  | 63.54  | 63.95  | 62.86  | x      | 64.21  |      |
| 7                  | Anatoliy Samotsvetov | Union soviétique | x      | 63.60  | x      |        |        |        | 63.60  |      |
| 8                  | Harold Connolly      | États-Unis       | 63.05  | 62.57  | 63.59  |        |        |        | 63.59  |      |
| 9                  | Heinz Thun           | Autriche         | 62.23  | x      | 63.53  |        |        |        | 63.53  |      |
| 10                 | Yuriy Nikulin        | Union soviétique | 61.56  | 63.10  | 62.23  |        |        |        | 63.10  |      |
| 11                 | Sverre Strandli      | Norvège          | x      | 62.02  | 63.05  |        |        |        | 63.05  |      |
| 12                 | Muhammad Iqbal       | Pakistan         | 60.55  | 61.79  | 60.80  |        |        |        | 61.79  |      |
| 13                 | Noboru Okamoto       | Japon            | x      | 60.08  | x      |        |        |        | 60.08  |      |
| 14                 | Albert Hall          | États-Unis       | 59.64  | x      | 59.76  |        |        |        | 59.76  |      |
| 15                 | Michael Ellis        | Grande-Bretagne  | x      | 54.22  | x      |        |        |        | 54.22  |      |